# 朱利安·萨维亚
朱利安·薩維亞（英語：Julian Savea；1990年8月7日—）是一位新西蘭橄欖球運動員。他是新西蘭國家橄欖球隊的一員，代表新西蘭參加了2015年世界盃橄欖球賽。